# Hannan

Hannan (阪南市 Hannan-shi?) este un municipiu din Japonia, prefectura Osaka.